# Blossfeldia
Blossfeldia je rod kaktusovk, ki je znan po najmanjših kaktusih na svetu. Odrasle rastline dosežejo premer slabih dveh centimetrov, vendar se v starosti razrastejo v skupine. Rod je imenovan po Harryju Blossfeld, opisal pa ga je leta 1937 Werdermann  v delu Kakteenkunde. Najbolj znana vrsta je Blossfeldia liliputana Werdermann & Krainz in jo nekateri obravnavajo kot edino vrsto v rodu, ostale pa le kot sinonime.
Blossfeldia rastejo v Argentini in v Boliviji. Rastejo večinoma v senčnih strmih pobočjih, vraščene med skalami. V naravi imajo zadebeljeno koreniko, s katero se globoko vrastejo med skalne razpoke. 

## Vrste in sinonimi
Blossfeldia alba n.n. cat. Mesa Garden 2000

Blossfeldia atroviridis F. Ritter Succulenta, 1965, 23., 1965

Blossfeldia atroviridis	var. intermedia F. Ritter Kakteen in Sudamerika 2: 551	1980

Blossfeldia campaniflora Backeberg Cactus and Succulent Journal of Great Britain 21: 32	1959

Blossfeldia cyathiformis F. Ritter

Blossfeldia decomposita (H. Christ) L. D. Gomez	Brenesia no. 12/13: 72. 1977

Blossfeldia fechseri Backeberg Die Cactaceae 6: 3909 1962

Blossfeldia floccosa n.n. cat. Cactus Heaven 2000

Blossfeldia grandiflora n.n. cat. Cactus Heaven 2000

Blossfeldia liliputana Werdermann & Krainz, Neue u. seltene Sukkulent. 10 [1946], descr. ampl. 	1937

Blossfeldia liliputana	var. alba cat. Cactus Heaven

Blossfeldia liliputana	var. atroviridis (F. Ritter) Krainz, Kakteen, 63: CVIe, 1975

Blossfeldia liliputana var. caineana n.n. 

Blossfeldia liliputana	var. campaniflora (Backeberg) Krainz. Kakteen. 63: CVle	1975

Blossfeldia liliputana	var. fechseri (Backeberg) F. Ritter Kakteen in Südamerika, 2: 435, brez cit. basionima: 1980

Blossfeldia liliputana	var. formosa F. Ritter,	Kakteen in Südamerika, 2: 435: 1980

Blossfeldia liliputana	var. pedicellata (F. Ritter) Krainz, Kakteen, 63: CVIe: 1975

Blossfeldia liliputana	var. rubrosepala n.n.

Blossfeldia lindeniana (Hook.) R. M. Tryon, Contr. Gray Herb. no. 191: 99. 1962

Blossfeldia lindeniana	var. decomposita (H. Christ) Lellinger,	Amer. Fern J. 40: 58. 1977

Blossfeldia minima F. Ritter Kakt. in Suedam. 2, 525-553: 1980

Blossfeldia mizqueana n.n. 

Blossfeldia pedicellata P. F. Ritter, Succulenta, 1965, 23.: 1965

Blossfeldia subterranea n.n. Cat. K. Knize 1990

Blossfeldia sucrensis n.n. cat. Rowland 2000

Blossfeldia tominense n.n. 

Blossfeldia vallegrandensis n.n. 